# خانه عزت مهاجران
منزل عزت مهاجران مربوط به دوره پهلوی اول است و در شیراز، محله بی بی دختران، کوچه خان بابا خانی، پلاک ۲۱ واقع شده و این اثر در تاریخ ۸ مرداد ۱۳۸۱ با شمارهٔ ثبت ۶۰۶۷ به‌عنوان یکی از آثار ملی ایران به ثبت رسیده است.